# 제임스 핸론
제임스 핸런(James Hanlon, 1966년 1월 1일 ~ )은 미국의 영화 감독, 영화 제작자, 배우, 촬영 감독이다.
미국에서 태어났다.

## 출연 작품
- 컴펄션 (2011년)
- 퍼슨 오브 인터레스트 (2011년)
- 테이킹 우드스탁 (2009년)
- 9/11 (2002년) - 본인 역
- 다니엘  스틸 - 조야 (1995년)

### 텔레비전
- 법과 질서 (1990년)